# Cezary Wilk
Pour les articles homonymes, voir Wilk.
Cezary Wilk, né le 12 février 1986 à Varsovie, est un footballeur international polonais. 

## Biographie
Vers la fin du mois de novembre 2010, Cezary Wilk est appelé par Franciszek Smuda dans le groupe de l'équipe nationale polonaise, en stage en Turquie. Contre la Bosnie-Herzégovine, Wilk entre sur le terrain à l'heure de jeu, remplaçant Ariel Borysiuk, et finit le match sur un match nul deux partout.

## Palmarès
- Champion de Pologne : 2011